# NGC 373
NGC 373 es una galaxia elíptica de la constelación de Piscis.
Fue descubierta el 10 de diciembre de 1876 por el astrónomo John Louis Emil Dreyer.